# Vitali Siomin
Vitali Nikolàievitx Siomin (Вита́лий Никола́евич Сёмин 1927 - 1978) fou un prosista rus del segle xx. D'estil neorealista.
El 1965 publicà l'obra Semero v odmon dome (Novy Mir) en la qual feia una descripció de la vida de la classe treballadora que causà un gran enrenou.